# Росица Ташева
Росица Борисова Ташева е българска литературна преводачка от френски и английски език и авторка на три хумористични романа, „За дипломатите и хората“ (1998), „Домашен апокалипсис“ (2000) и „Колкото до шотландеца“ (2010). Съоснователка на издателство Колибри.

## Биография
Завършила е Английската гимназия в София (1964) и френска филология в Софийския университет „Св. Климент Охридски“ (1972).
Авторка е на 3 хумористични романа.
Превела е повече от 60 книги на автори като Оноре дьо Балзак („Модест Миньон“), Гюстав Флобер („Бувар и Пекюше“), Луи-Фердинан Селин („Пътешествие до края на нощта“), Жан Жьоне („Дневник на крадеца“, „Убиецът от Брест“), Милан Кундера („Бавно“, „Самоличност“, „Безсмъртие“, „Завети и предателства“, „Празникът на незначителността“), Емил-Мишел Чоран („Тетрадки“), Фред Варгас, Ги Гофет, Филип Джиан и други.
Росица Ташева е четирикратна носителка на Наградата на Съюза на преводачите в България (1985, 1996, 2006, 2013), лауреат е и на наградата на Министерството на културата за принос в развитието и утвърждаването на българската култура (2018). През декември 2010 г. получава наградата „Хеликон“ за книгата си „Колкото до шотландеца“.

### Преводи
- Оноре дьо Балзак, „Модест Миньон“
- Ги дьо Мопасан, „Есе за Флобер“
- Гюстав Флобер, „Бувар и Пекюше“
- Шамфор, „Максими и мисли“
- Граф Дьо Бурбулон, „Български дневници“
- Луи-Фердинан Селин, „Пътешествие до края на нощта“
- Агота Кристоф, „Голямата тетрадка“
- Агота Кристоф, „Доказателството“
- Агота Кристоф, „Третата лъжа“
- Жан Жьоне, „Дневник на крадеца“
- Жан Жьоне, „Убиецът от Брест“
- Сан Антонио, „На зла кучка зъл прът“
- Сан Антонио, „Гласувайте за Берю“
- Албер Коен, „Гвоздоед“
- Милан Кундера, „Бавно“
- Милан Кундера, „Самоличност“
- Милан Кундера, „Безсмъртие“
- Милан Кундера, „Завети и предателства“
- Милан Кундера, „Празникът на незначителността“
- Милан Кундера, „Една среща“
- Милан Купдера, "89 думи"
- Пиер Дако, „Тълкуване на сънищата“
- Мари-Франс Иригоайен, „Моралният тормоз“
- Франсоаз Долто, „Женската сексуалност“ (в сътрудничество с Асен Чаушев)
- Жак Саломе, „Има ли щастлива любов“
- Франсоаз Лаланд, „Даниел или Израел“
- Макс Рукет, „Рай зелен“
- Дидие Ерибон, „Размисли по гей-въпроса“
- Елизабет Бадентер, „XY на мъжката идентичност“
- Жан-Кристоф Гранже, „Пурпурните реки“
- Жан-Кристоф Гранже, „Полетът на щъркелите“
- Емил-Мишел Чоран, „Тетрадки“
- Фред Варгас, „Бягай и не бързай да се връщаш“
- Фред Варгас, „Ветровете на Нептун“
- Фред Варгас, „Във вечната гора“
- Фред Варгас, „Човекът със сините кръгове“
- Фред Варгас, „Едно незнайно място“
- Фред Варгас, „Преобърнатият човек“
- Д-р Пиер Дюкан, „Как да отслабнем завинаги“
- Д-р Пиер Дюкан, „Чудото на овесените трици“
- Ги Гофет, „С лято около шията“
- Пиер Меро, „Бозайници“
- Филип Джиан, „Нечистота“
- Жил Розие, „Любов без съпротива“
- Андре Конт-Спонвил, „Духът на атеизма“
- Ги Корно, „Най-доброто в нас“
- Люк Фери, „Да се научим да живеем“
- Люк Фери, „Трансхуманитарната революция“
- Морис Метерлинк, „Разумът на цветята“
- Симон дьо Бовоар, „Мандарините“
- Симон дьо Бовоар, „Кръвта на другите“
- Виржини Депант, „Миниапокалипсис“
- Делфин дьо Виган, „Силна е нощта“
- Делфин дьо Виган, „По действителен случай“
- Делфин дьо Виган, „Но и аз“
- Депфин дьо Виган, "Звездните деца"
- Жоел Дикер, „Истината за случая Хари Куебърт“
- Пиер Льометр, „Ще се видим там горе“
- Пиер Льометр, „Цветовете на пожара“
- Пиер Льометр, "Огледалото на нашите злочестини+
- Еманюел Карер, „Царството“
- Еманюел Карер, „Лимонов“
- Алис Ферне, „Вечност“
- Жак Саломе, „Ако се слушах, щях да се чуя“
- Оливие Бурдо, „В очакване на Боджангълс“
- Елица Георгиева, „Космонавтите само минават“
- Венсан Винел, „Да излезеш от сянката“
- Марсел Пруст, „Една любов на Суан“
- Фредерик Льоноар, „Утешението на ангела“
- Жером Лубри, „Тайните убежища“
- Ерве Льо Телие, „Аномалията“
- Еманюел Карер, „Йога“
- Ан Шютценбергер, "Синдромът на предците"
- Ан Анслен Шютценбергер, "Психогенеалогия"
- Жан-Кристоф Рюфен "Адам отпреди грехопадението"
- Лоран Гунел "Пробуждането"
- Лоран Гунел, "Един почти съвършен свят"
- Брижит Жиро, "Живей бързо"
- Фредерик Бегбеде, "Изповедта на един назадничав хетеросексуален мъж"
- Джеф Шинкер, "Саботаж"
- Мелиса да Коста, "Утрешният ден"
- Оскар Уайлд, "Портретът на Дориан Грей"
- Оскар Уайлд, "Комедии"
- Даниел Арсан, "Жив съм, а ти не ме чуваш"